# Ju 160 (航空機)
ユンカース Ju 160
- 用途：旅客機
- 製造者：ユンカース
- 運用者：ドイチェ・ルフトハンザ航空（英語版）
- 初飛行：1934年1月30日
- 生産数：47機
- 運用開始：1935年

ユンカース Ju 160（Junkers Ju 160）は、ドイツの単発低翼単葉6座の旅客機である。本機はJu 60を基にして、ハインケル He 70やロッキード L-9 オライオンと同じ高速旅客機の市場を目指して開発された。1935年にドイチェ・ルフトハンザ航空が21機の運用を開始し、第二次世界大戦の勃発まで運航を続けた。

## 設計と開発
Ju 160の基となった初期のJu 60はハインケル He 70に対抗するには速度が不足しており、1933年から1936年の期間に僅か3機がルフトハンザ航空で使用されるに留まった。Ju 160は空力的に洗練された形態となり、より強力なエンジンを装備したことにより約72 km/h (45 mph)の速度向上を実現した。Ju 60や当時のユンカース社の伝統に則りJu 160は片持ち式の低翼形式の設計で、主翼は2本のジュラルミン製鋼管桁を持ち、ジュラルミン製外皮で覆ったものであった。初期の頃ユンカース製航空機は全面平滑な外皮を使用していたが、Ju 60は伝統的な波状外皮の翼表面以外の胴体に平滑な外皮を使用していた。Ju 160での性能向上はこの外皮の変更による部分もあった。主翼の翼平面形も前縁のみにテーパーが付けられた。後縁には通常のユンカース機同様にエルロン機能付きの主翼全幅に渡る可動式フラップの「ダブル・ウイング」を備えていた。
その他の空力的改善点は、胴体のラインに上手く一体化したコックピット部と主翼下面に内側に引き込まれ収納時には車輪が完全に格納されるように抜本的見直しが図られた降着装置であった。Ju 60の降着装置はダグラス DC-3風の引き込み方式で収納時にも車輪の一部が露出していた。エンジンは490 kW (660 hp)のBMW 132E 星型エンジンを使用することで出力が10%増強されていた。
6名の乗客の座席配置は前向き2列と後ろ向きが1列であり、パイロットと無線士の乗員2名は閉鎖式コックピットにタンデムで座った。
試作初号機であるJu 160 V1, D-UNORは製造中のJu 60から改装され、1934年1月に初飛行を行った。ルフトハンザ航空がこの機体を試験し、幅広くなった翼弦、幅を狭くされた方向舵、尾輪覆いの追加、ドアの小改良といった幾つかの改良を施されて最終型の試作機（V3）となった。この民間型としての最初の試作機はJu 160 A-0と命名された。試作2号機のV2は軍用機型であった。

## 運用の歴史
試作機を含め47機のJu 160が生産された。主要な商業運航会社であるルフトハンザ航空は21機を受領し、1935年中には国内13路線に就航させた。ベルリンとウィーン間の高速路線には1941年まで就役し続けた。21機中の1機は当初ルフトハンザ航空の子会社であるオイラジア航空（Eurasia）で運航された。しかしこの機体は上海で墜落し、ドイツに引き揚げられて修理された後はルフトハンザ航空に戻された。ルフトハンザ航空の最初の11機は1935年に登録されたJu 160 A-0型で、1936年に10機のD-0型が続いた。このD-0型はコックピットの窓が大きくなり、乗員の快適性が向上していた。ヴェーザー航空（Weser Flugbau）は元ルフトハンザ航空所有の機体を1機使用した。2機が満洲の民間機として登録されていたが、1機は当初ドイツで登録されていたもので別の1機は直接売却されたものであった。
ドイツ航空研究所（Deutsche Versuchsanstalt fur Luftfahrt e.V）は4機のJu 160を運用した。別に5機がトラフェミュンデの航空研究所(E-Stelle)で運用された。残りの機体はほとんどが軍用型であった。ドイツに残存していたJu 160の民間機のほとんどが後にドイツ空軍の軍事任務用に徴発された。満洲の機体は日本で最期を迎えた。

## 運用
ドイツ国
- ドイチェ・ルフトハンザ航空
- ドイツ空軍

 日本
- 大日本帝国海軍 - ユンカース160型輸送機（略符号LXJ）として1機を試用。エンジンは三菱「明星」に換装されている。
- 大日本帝国陸軍 - ユンカース式大型患者輸送機として2機を運用。愛国号として献納されたもの。
- 満洲航空 - 2機を運用。

## 要目 (Ju 160)
出典: German Aircraft of the Second World War 
諸元
- 乗員: 2
- 定員: 6
- 全長: 12.0 m （39 ft 4+1⁄2）
- 全高: 4.0 m[5] （13 ft in）
- 翼幅: 14.32 m（46 ft 113⁄4 in）
- 翼面積: 34.8 m2 （375 ft2）
- 空虚重量: 2,320 kg （5,114 lb）
- 運用時重量: 3,450 kg （7,606 lb）
- 有効搭載量: kg （lb）
- 最大離陸重量: kg （lb）
- 動力: BMW 132A 空冷 星型エンジン、490 kW （657 hp）   × 1

性能
- 超過禁止速度: km/h （kt）
- 最大速度: 340 km/h （184 kt） 211 mph
- 巡航速度: 315 km/h （170 kt） 196 mph
- 失速速度: km/h （kt）
- フェリー飛行時航続距離: km （海里）
- 航続距離: 1,200 km（高度1,900 m）[5]  745 mi（高度6,200 ft）
- 実用上昇限度: m （ft）
- 巡航高度: 5,200 m (17,060 ft)　 Endurance: 3 hr 12 min
- 上昇率: 1,000 m (3,280 ft): 2.4 分 （ft/s）
- 離陸滑走距離: m （ft）
- 着陸滑走距離: m （ft）
- 翼面荷重: 66.7 kg2 （20.3 lb/ft2）
- 馬力荷重（プロペラ）: 0.14 kW/kg （0.086 hp/lb）